# Elektrostatisk urladdning

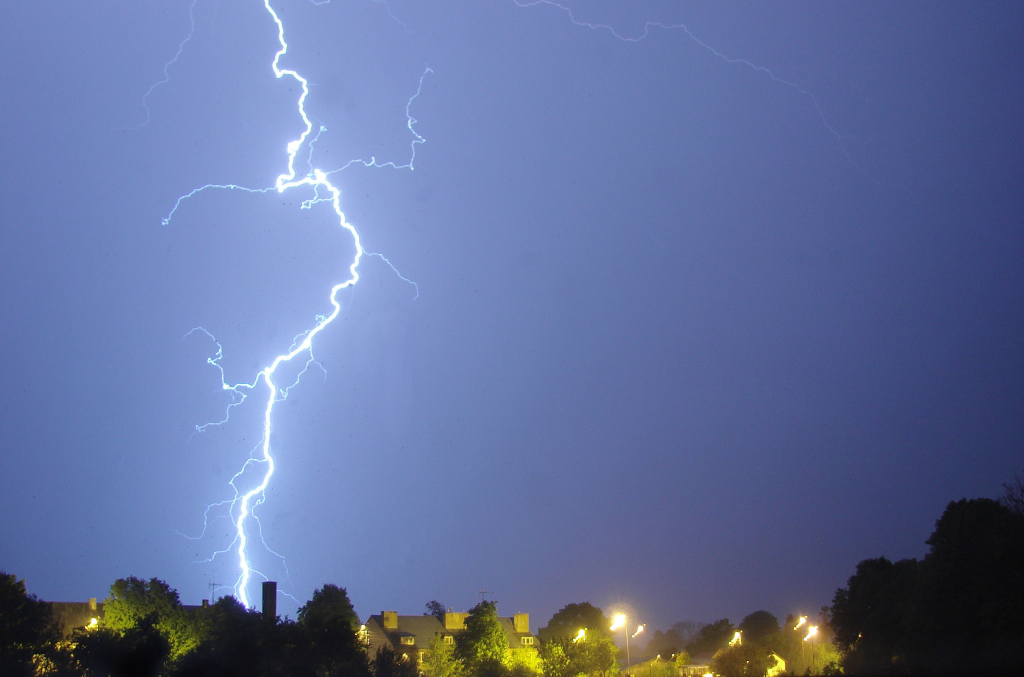
Blixtnedslag över Rymań, norra Polen.

Varning för att utrustningen är ESD-känslig.

Elektrostatiska urladdningar (på engelska ESD, akronym för Electrostatic Discharge) är ett plötsligt flöde av elektricitet mellan två föremål med olika laddning som kommit i elektrisk kontakt. Urladdningen orsakas till exempel av att isoleringen mellan föremålen skadats eller är otillräcklig för en viss spänning.
När en person eller ett föremål är laddat med statisk elektricitet och kommer i elektrisk kontakt med exempelvis ett dörrhandtag, sker en urladdning till eller från jord. Urladdningen sker genom en gnista som hoppar mellan hand till handtag. Den statiska laddningen kan vara positiv eller negativ beroende på hur föremålen laddats upp.
Dessa urladdningar är vanliga och oftast harmlösa för människor, men kan vara skadliga för elektroniska kretsar. Elektronik kan påverkas av elektrostatiska urladdningar genom att gnistan bränner ett avbrott i elektronikkretsen. Begreppet ESD används ofta vid montering eller reparation av datorer. Många av komponenterna i en dator är känsliga mot statisk elektricitet och en elektrostatisk urladdning kan leda till att livslängden förkortas avsevärt eller att komponenten (ex hårddisk eller processor) förstörs omedelbart.
Den elektromagnetiska puls som gnistan orsakar kan skada kringliggande elektronik genom att överspänningar induceras. Räckvidden för gnistans elektromagnetiska puls kan variera från nästan noll och upp till hundra meter, beroende på den elektrostatiska urladdningens styrka, där extremfallet är blixturladdning.

## Skydd vid elektroniktillverkning
Hantering av elektronik sker i ett EPA, akronym för ESD Protected Area, ESD-skyddat område. I ett sådant område är alla ytor, material och personer jordade. Resistansen i jordningen är vanligen mellan 1 och 10 megaohm för att avleda laddningar utan att strömmen blir så stor att den orsakar skador på människor eller elektronik.